# Klíšťatovci

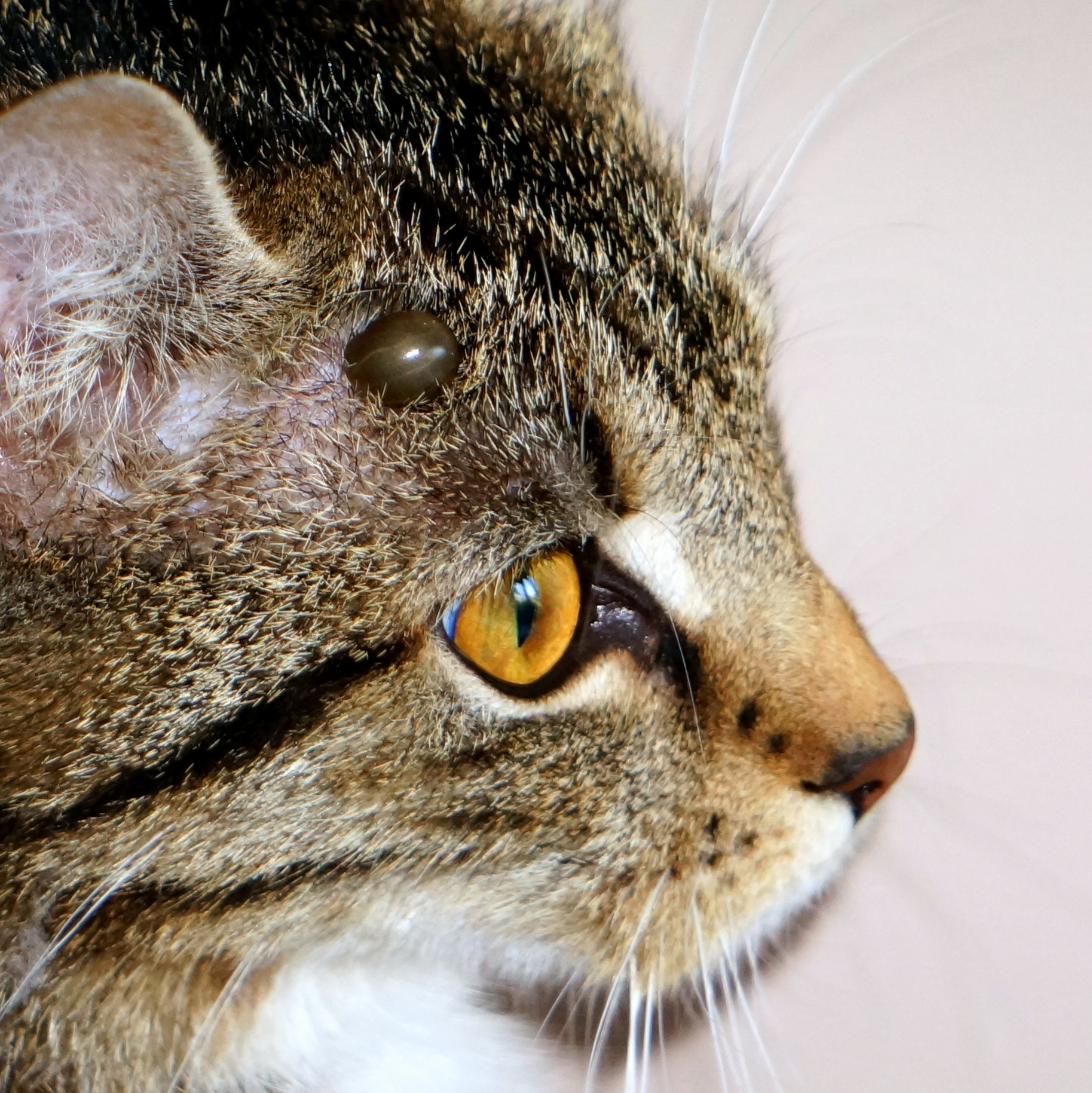
Krví nasáté klíště u ucha kočky domácí

Klíšťatovci, lidově „klíšťata“ (Ixodida, Metastigmata), je řád (nebo podřád, záleží na systému) roztočů s parazitickým způsobem života. Patří do něj zejména klíšťatovití („klíšťata“, Ixodidae) nebo klíšťákovití („klíšťáci“, Argasidae). Nejběžnějším zástupcem v ČR je klíště obecné (Ixodes ricinus), ale zdravotně významných druhů žije v ČR mnohem více. Vpravo na fotografii klíště jelení, hlavní přenašeč lymské boreliózy v USA.

## Popis
Vědecký název skupiny Metastigmata upomíná na skutečnost, že dýchací otvory – stigmata – jsou vyústěny až za posledním (tedy čtvrtým) párem končetin. Většina zástupců je obligátně parazitická, tzn. umí se vyživovat pouze cizopasně a až na výjimky všechna vývojová stadia sají krev. Podobně jako ostatní roztoči jsou i klíšťatovci gonochoristé (mají odlišená pohlaví); larva je šestinohá, z ní se postupně vyvíjí osminohá nymfa a z té dospělec.